# Рясне (Львів)
Рясне́ — місцевість Львова, яка поділяється на два житлових мікрорайони (масиви) — Рясне-1 і Рясне-2 та розташована у Шевченківському районі міста Львова, а саме на його північно-західній околиці. В межах мікрорайону функціюють: залізничні станції — Клепарів і Рясна та зупинний пункт Батарівка.

## Населення
За даними 1880 року, в селі (при селищній громаді — гміні) налічувався 201 будинок з загальною кількістю населення 1114 осіб, а на околиці села (хуторі), відповідно, 1 будинок і 11 осіб. Склад населення Рясної Польської за національною ознакою, за загальної кількості населення 1125 осіб, розподілявся так: поляків — 1114 осіб, русинів — 11 осіб. Склад населення Рясної Польської за релігійним віросповіданням розподілявся так: римо-католики — 1081 особа, греко-католики — 23 особи, юдеї — 21 особа.

## Географія
Територія Рясного розташована в межах Опільського горбогір'я Західного лісостепу.
Місцевість розташована на північно-західній околиці Львова та межує на півночі з Брюховичами, на південному сході — Рудним, на заході — з Рясною-Руською, на північному заході — з Бірками Янівськими.
Через південну частину села протікає один з рукавів Білогорського потоку, долина якого є болотистою, а сам потік належить до басейну Дністра.
Сільська забудова розташована на південному сході села, а на північ від неї — ліси (Нівіце та Родленже). На північ від забудови розташований пагорб — найвища точка в селі, висота якої сягає 343 м над рівнем моря, на південно-східному боці — пагорб «Рясна», висота якого 325 м. Через село проходить шлях Львів-Яворів.

## Історія
Мікрорайон Рясне розташований у межах колишнього села Рясна Польська (пол. Rzęsna Polska).

### За Польщі та Австро-Угорщини
Близько 1400 року при костелі Святих апостолів Петра і Павла у Рясній Польській була заснована римо-католицька парафія.
У 1430 році польський король Владислав Ягайло перевів володіння львівського римо-католицького архієпископа на німецьке (магдебурзьке) право, а 1433 року львівський римо-католицький архієпископ заснував на цих землях Рясну Польську. Новозасноване село було приєднане до парафії костелу Марії Сніжної у Львові.
З часом, міський магістрат Львова підтримав те, що до села незаконно були приєднані землі, що до приєднання належали Львову та Білогорщі і з цієї причини розпочато судовий процес з архієпископом. Процес відновлено у 1460 році та вже мав певний результат. У наступному столітті знов було порушено цю справу, і лише у 1548 році була підписана добровільна згода, за якою були чітко вказані границі розмежування між Білогорщею та Рясною-Польською.
У 1484 році Ян Стшелецький, архієпископ львівський, при згоді з головою римо-католицької курії, надає вічне війтівство в Рясній-Польській Якубові Козловському.
У 1595 році точилася суперечка між львівським розпорядником Димитрієм Соліковським та власником Зимної Води і Рудна Якубом Семп-Шажинським, щодо розмежування сіл Рясна-Польська, Зимна Вода та Рудне.
У 1614 році до римо-католицької парафії у Рясній-Польській увійшли Брюховичі, Рокитне та Рясна-Руська. У 1641 році при костелі діяла парафіяльна школа. Дерев'яний парафіяльний костел Святих апостолів Петра і Павла був зруйнований під час турецько-татарських навал, але 1672 року наново відбудований. Це був дерев'яний невеличкий костел із трьома вівтарями — на головному престолі був образ Пресвятої Трійці, а на бічних престолах — образи Святої Малґожати та Матері Божої. Простоявши майже двісті років дерев'яний костел під дією природних факторів почав руйнуватися, тому існувала загроза його завалення. Спираючись на цей факт парох місцевого храму часто звертався до керівництва Архиєпархії, щодо дозволу на будівництво нового мурованого храму та фінансування цієї будови. І лише у 1891 році, за проєктом Юзефа Каєтана Яновського, на північній околиці села розпочалося будівництво нового мурованого храму, яке було завершене у 1895 році.
У 1910 році в селі функціонувала початкова однокласна школа з польською мовою навчання та позичкова каса з капіталом 1618 злотих римських.
Під час першої світової війни, а саме 21 червня 1915 року, поблизу Рясного розігралася велика битва, яка закінчилася оточенням російських військ. Наступного дня російські війська вимушені були залишити Львів.
У 1917 році у Рясній-Польській заснований фанерний завод, який входив до складу АТ «Ойкос».
У першій половині 1920-х років українські громади Галичини почали створювати свої культурно-просвітницькі та педагогічні товариства. Так на теренах Рясної засновується осередок освітньо-виховного товариства «Рідна школа», який піклувався та утримував українську народну школу, дитячий садок (захоронку), що знаходилися на Баторівці
У 1930-х роках у Баторівці, за сприянням голови «Союзу українок» Софії Ракової, було організовано перший літній дитячий садок «Оселя». Першою вихователькою була Леся Швак (Головацька). Згодом «Оселя» почала працювати цілорічно. Фінансувалася «Оселя» товариством «Рідна школа» та «Союзом українок».
У 1931 році заснований спортивний клуб «LOT», меценатами (спонсорами) якого були завод «Ойкос» та власник хлібопекарні п. Горчак. Від часу свого заснування клуб «LOT» належав до Львівської окружної спілки футболу (пол. L.O.Z.P.N.) та брав участь у змаганнях за чемпіонство шостого класу. Найвідомішим гравцем команди був Юрій Марущак на прізвисько «Кобзар».
У 1938 році в Баторівці відбулося урочисте посвячення дубового хреста на честь відзначення 950-ліття хрещення України-Руси.
25 вересня 1938 року було посвячено пам'ятний камінь під будову величного парафіяльного костелу Найсвятішого Серця Ісусового і вже 3 вересня 1939 року планувалося урочисте відкриття новозбудованого храму архієпископом, митрополитом львівським Болеславом Твардовським, але цьому перешкодив початок другої світової війни.
Далекого 1939 року в Рясній-Польській був заснований перший осередок «Просвіти», на жаль, після подій «золотого вересня» та проголошення радянської влади в Галичині, того ж року його діяльність, як самого товариства, так і його осередків була заборонена.
17—20 вересня 1939 року поблизу Рясного проходили важкі бої військових підрозділів польського війська під командуванням генерала Казімєжа Соснковського з переважаючими силами Вермахту.

### Радянський період
Із закінченням другої світової війни стан справ в селі значно змінився. Більшість місцевих поляків виїхала на свої історичні землі, а до Рясної-Польської прибули родини етнічних українців, які були виселені із Закерзоння — Підляшшя, Надсяння, Холмщини, Лемківщини, а колишній костел Святих Верховних Апостолів Петра і Павла переходить до греко-католицької громади (парафії) села.
Першим парохом греко-католицької парафії Рясної став, у майбутньому, Блаженний священномученик отець Олексій Зарицький. З другим приходом совітів почалися масові арешти представників львівської інтелігенції, якого не уникнув й о. Олексій Зарицький. Після його арешту парафію очолив о. Яків Мостюк. Після ліквідації греко-католицької церкви у 1946 році і переходу священиків під юрисдикцію Московської патріархії РПЦ у храмі Святих апостолів Петра і Павла Богослужіння відбувалися за православним обрядом.
Згодом й саме село Рясне Польське було перейменоване на Рясне.
У 1949 році в селі утворено колгосп імені Тараса Шевченка, який згодом об'єднали з колгоспом імені Маленкова та укрупнений колгосп назвали на честь 40-ліття Великого Жовтня.
У 1957 році село Рясне було приєднано до Івано-Франківського району Львівської області, а 17 вересня 1959 року на спільній сесії сільських рад сіл Рясне та Рясна-Руська було вирішено об'єднати громади сіл в Рясненську сільську раду.

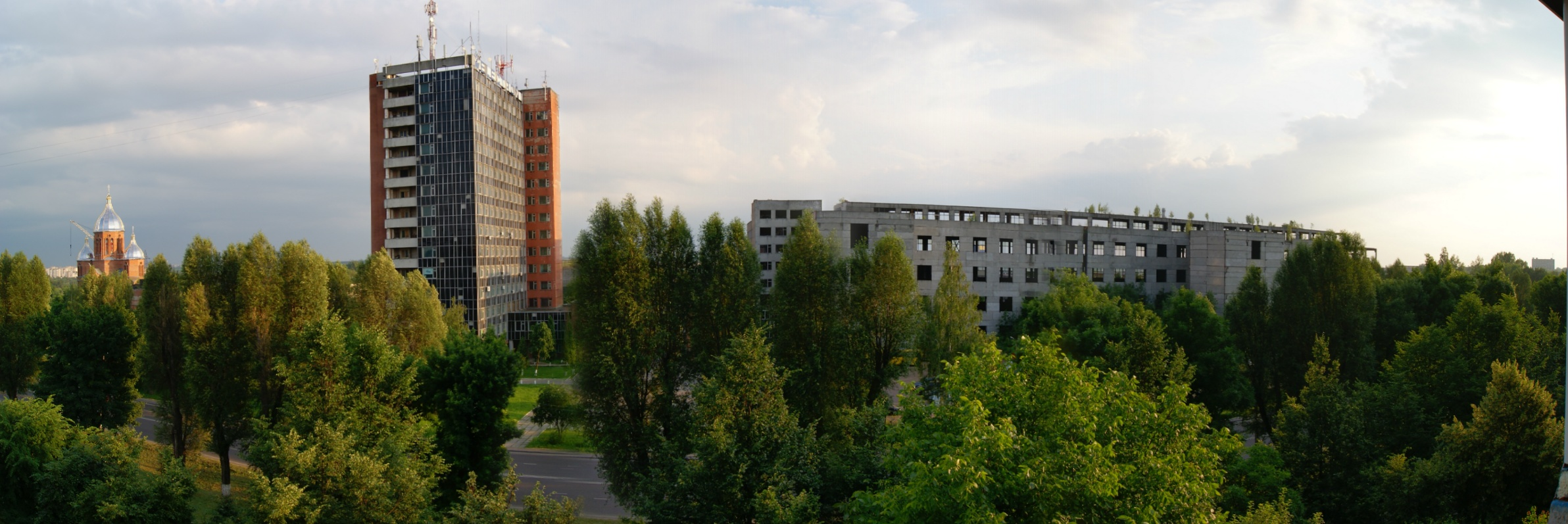
Рясненський «хмарочос» — головний корпус НВО «Електрон»

У відповідності з генеральним планом, розробленим у 1965 році Українським інститутом «Діпромісто» і затвердженим Радою Міністрів УРСР, здійснювався подальший розвиток Львова як великого промислового та обласного адміністративного центру Української РСР. Основні обсяги житлового будівництва проведеного за роки восьмої, дев'ятої та десятої п'ятирічок у південному та південно-західному (селище Жовтневе, Рясне) районах, де, станом на 21 червня 1980 року, було збудовано понад два мільйони квадратних метрів житла та наближалася до завершення забудова цих районів, зокрема й Рясного.
Хоча і існував затверджений генеральний план забудови Рясної, але будівництво проходило окремими фрагментами — силами промислових підприємств — «Електрон», «Конвеєр», «Автонавантажувач», «Львівсільмаш» тощо. Більшість з них встигли поставити декілька житлових будинків, але так і не довершили розбудову інфраструктури Рясного.
У 1970 році перший п'ятиповерховий житловий будинок споруджений на вул. Шевченка 366а, а наступного року споруджено сусідню п'ятиповерхівку на вул. Шевченка 366б. Одночасно серед полів почалася забудова майбутньої промзони, а саме почали споруджувалися цехи заводів: «Конвеєр», «Автонавантажувач», «Львівхімсільмаш», «Електрон» та торфобрикетний завод. Для регулярної роботи промислової зони було збудовано енергокомплекс та невеличку пожежну частину.
Більшість багатоповерхівок Рясного-1 та Рясного-2 були споруджені, як відомче житло вищезгаданих підприємств, а серед місцевого населення вони носять назви, наприклад, будинок на вул. Шевченка, 358б — «будинок від конвеєрного» і так далі.
Указом Президії Верховної Ради Української РСР «Про розширення меж міста Львова» від 9 березня 1988 року село Рясне Рясненської сільради Яворівського району загальною площею 477 гектарів було включене в межі міста Львова.

### У незалежній Україні
18 листопада 2016 року, виконавчий комітет ЛМР погодив встановлення між будинками № 402 та № 406 на вул. Шевченка пам'ятного знаку з нагоди 70-ліття операції «Вісла» — примусового переселення українців з їхніх етнічних земель. Функції замовника на проєктування, виготовлення та встановлення знака покладено на громадську організацію «Ініціативна група „Рясне“».

## Історичні пам'ятки

### Сакральні споруди

#### Храми
- Церква Святих апостолів Петра і Павла (вул. Лукасевича, 15). Мурований костел святих апостолів Петра і Павла, збудовано на північній околиці села, на місці старого дерев'яного храму, у 1895 році за проєктом Юзефа Каєтана Яновського. Перед храмом збудовано вівтар, прикрашений скульптурами Святих Петра і Павла[25], а поруч розташований ряснянський цвинтар. У 1924 році художник Іоан Доманський зробив настінний розпис храму, а 1927 року було придбано головний вівтар. Нині храм Святих апостолів Петра і Павла належить греко-католицькій громаді Рясного[26][27].
- Церква Найсвятішого Серця Христового (вул. Фещенка-Чопівського, 2а). Величний парафіяльний костел Найсвятішого Серця Ісусового, за проєктом Вавжинця Дайчака, було збудовано на ділянці, придбаній у торгівця вином Ричарда Штадтмюллера. Спорудження майбутньої окраси Баторівки проходило рекордними темпами, а саме, 25 вересня 1938 року було посвячено пам'ятний камінь під будову, а вже 3 вересня 1939 року планувалося урочисте відкриття новозбудованого костелу архієпископом львівським Болеславом Твардовським. Посвячення храму було скромним, оскільки почалася друга світова війна. Римо-католицька громада села використовувала костел до 1946 року, а потім майже півстоліття радянська влада використовувала храм, як склад хімреактивів і лише наприкінці 1990-х років у храмі проведено реставраційні роботи та відновлено богослужіння. Нині церква Пресвятого Серця Христового належить греко-католицькій громаді Кам'янки.
- Церква Різдва Пресвятої Богородиці (вул. Шевченка, 205). До другої світової війни на місці церкви стояла невелика капличка. Після війни її закрили і у 1950-х років перебудували під житловий будинок. Пізніше приміщення займав штаб, так званої, добровільної народної дружини, потім аптека. У 1990-х роках будівлю передали православній громаді Рясного, яка відбудувала на цьому місці церкву. Церква Різдва Пресвятої Богородиці належить громаді Православної церкви України.
- Церква Пресвятої Трійці (вул. Шевченка, 311а). 17 травня 2015 року, Високопреосвященний митрополит Львівський і Сокальський Димитрій здійснив Архіпастирські відвідини Свято-Троїцької парафії житлового масиву Рясне-1, під час яких звершив велике освячення храму на честь Пресвятої Трійці та висвятив у сан диякона Петра Курпіту[28]. Церква Пресвятої Трійці належить громаді Православної церкви України.
- Костел Божого Милосердя (вул. Брюховицька, 119а). Колишній місцевий костел Святих апостолів Петра і Павла було віддано греко-католикам, тому римо-католики Рясного спочатку послуговувались пристосованою каплицею Божого Милосердя, облаштованою у приміщенні колишнього магазину. У 2001 році було отримано дозвіл на будівництво костелу, яке розпочали у 2002 році за проєктом архітектора Івана Коваленка. 5 липня 2003 року кардинал Мар'ян Яворський заклав та освятив наріжний камінь храму, а 3 вересня 2005 року освятив новоспоруджений костел[29]. Костел Божого Милосердя належить до однойменної парафії римо-католицької церкви[30].
- Храм Святого Василія Великого і блаженного Олексія Зарицького (вул. Стельмаха, 3), будівництво якого розпочалося 19 травня 2016 року, а завершене наприкінці 2017 року. Храм збудований майстрами з Івано-Франківщини — Поляком Василем, його трьома синами: Василем, Михайлом, Юрієм і його братом Яковом та Павлом Сухарюком. Належить УГКЦ[31].
- Церква Пресвятої Євхаристії (вул. Величковського, 1), збудована за проєктом архітекторів Григорія Калініна та Івана Коваленка. Має три бані та фронтони, виконаних у стилі українського бароко. 11 листопада 2012 року храм, з пастирським візитом, відвідав Преосвященний владика Венедикт, єпископ-помічник Львівський[32]. 24 листопада 2013 року у рясненській парафії Пресвятої Євхаристії відбулися реколекції, а також виставлення для загального почитання мощей священномученика Йосафата Кунцевича. 1 вересня, Божественною Літургією, а відтак концертом, розпочинається кожен навчальний рік для школярів, студентів та парафіян храму[33].
- Храм Святих Йова та Амфілохія Почаївських (вул. Величковського). 3 жовтня 2015 року, митрополит Львівський і Сокальський Димитрій відвідав засновану цьогоріч парафію преподобних Йова та Амфілохія Почаївських у житловому масиві «Рясне-2» міста Львова та звершив чин заснування церкви і поставлення хреста та освятив наріжний камінь новозбудованого храму преподобних Іова та Амфілохія Почаївських[34]. Храм, освячений у листопаді 2016 року[35] та належить ПЦУ.
- Церква Покрови Пресвятої Богородиці (вул. Величковського, 13). Церква належить громаді Православної церкви України.

Храм Святих апостолів Петра і Павла
Церква Найсвятішого Серця Христового
Церква Різдва Пресвятої Богородиці
Церква Пресвятої Трійці
Костел Божого Милосердя
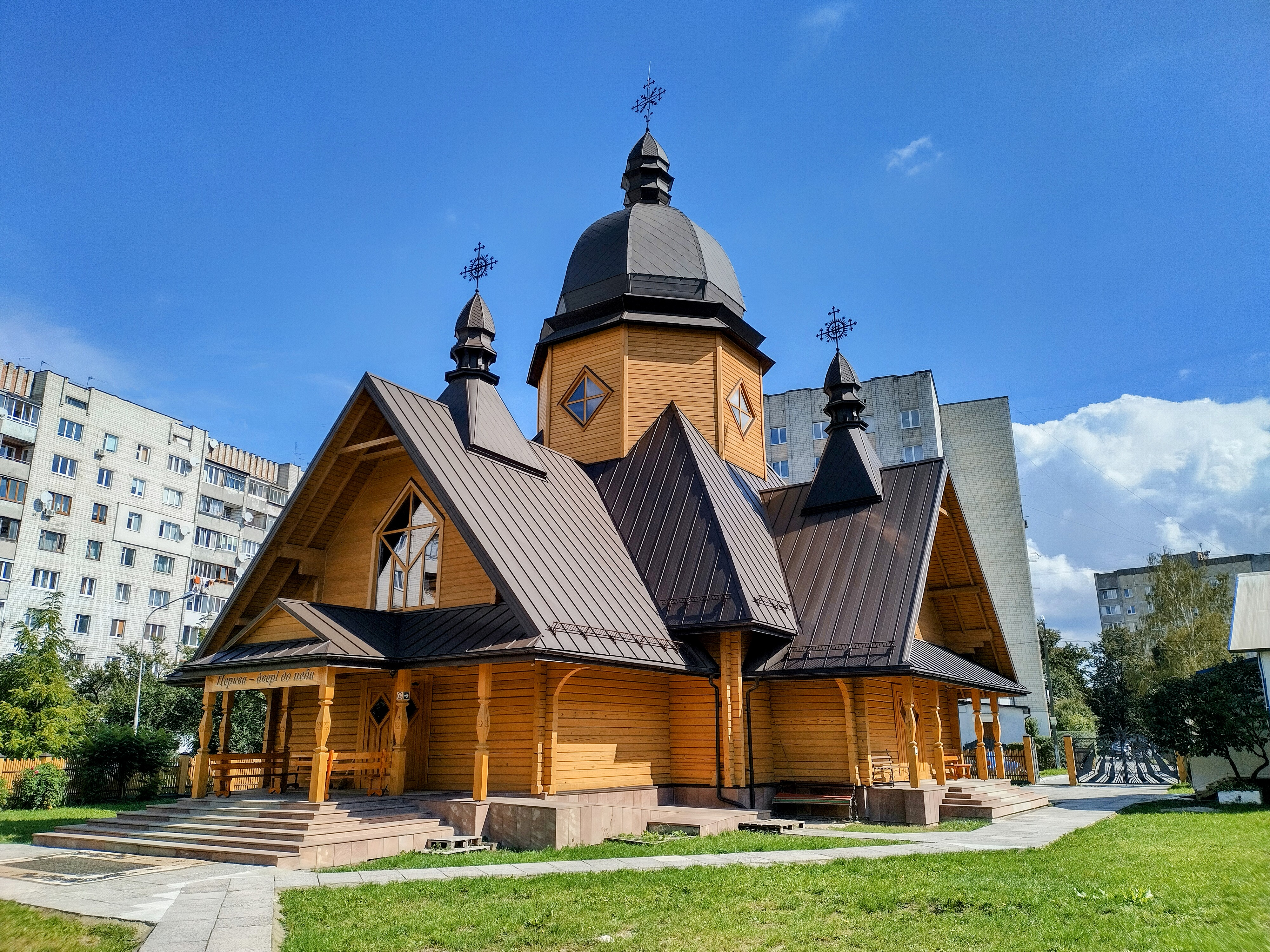
Храм Святого Василія Великого та Священномученика Олексія Зарицького
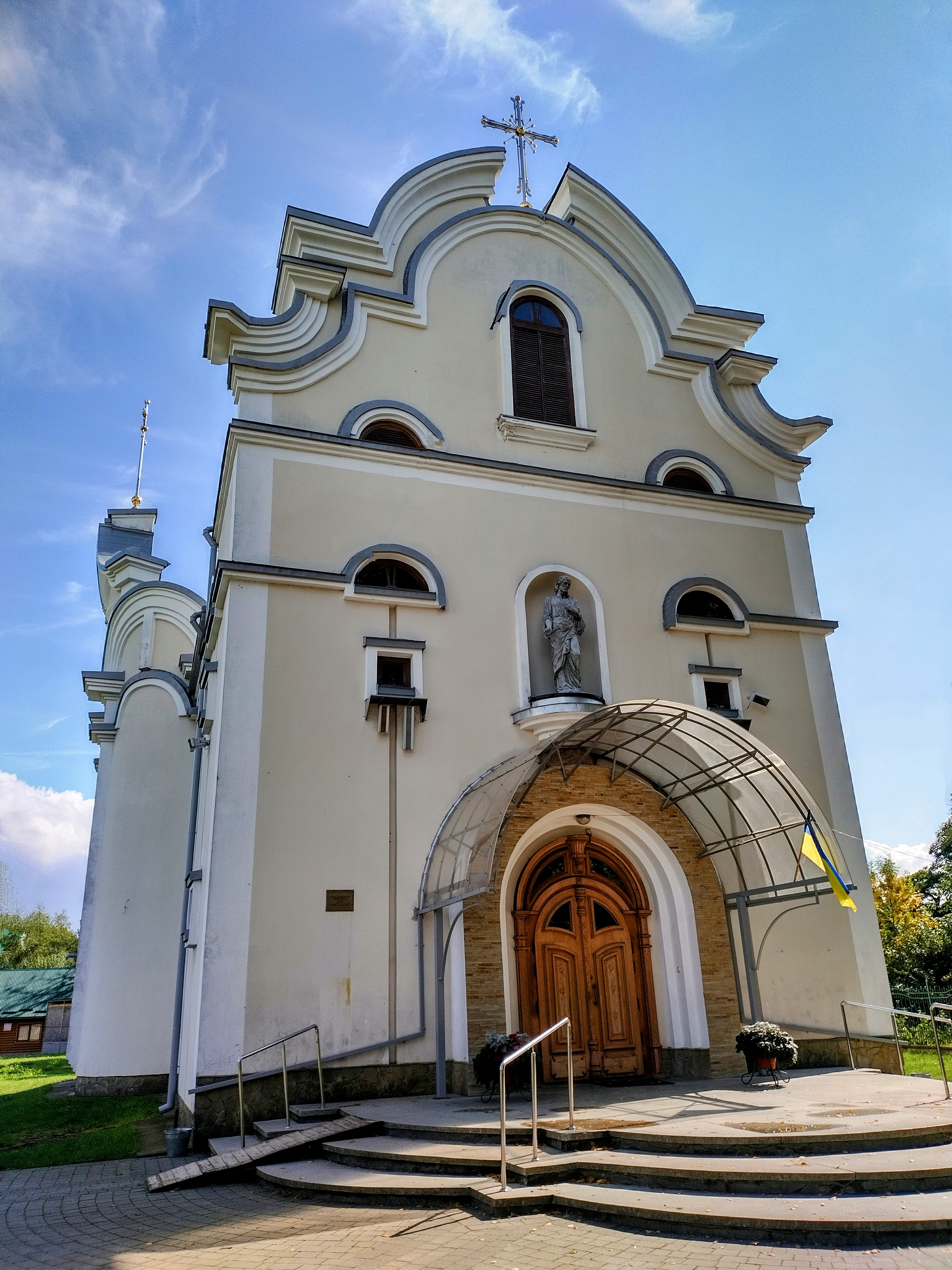
Церква Пресвятої Євхаристії (Рясне-2)
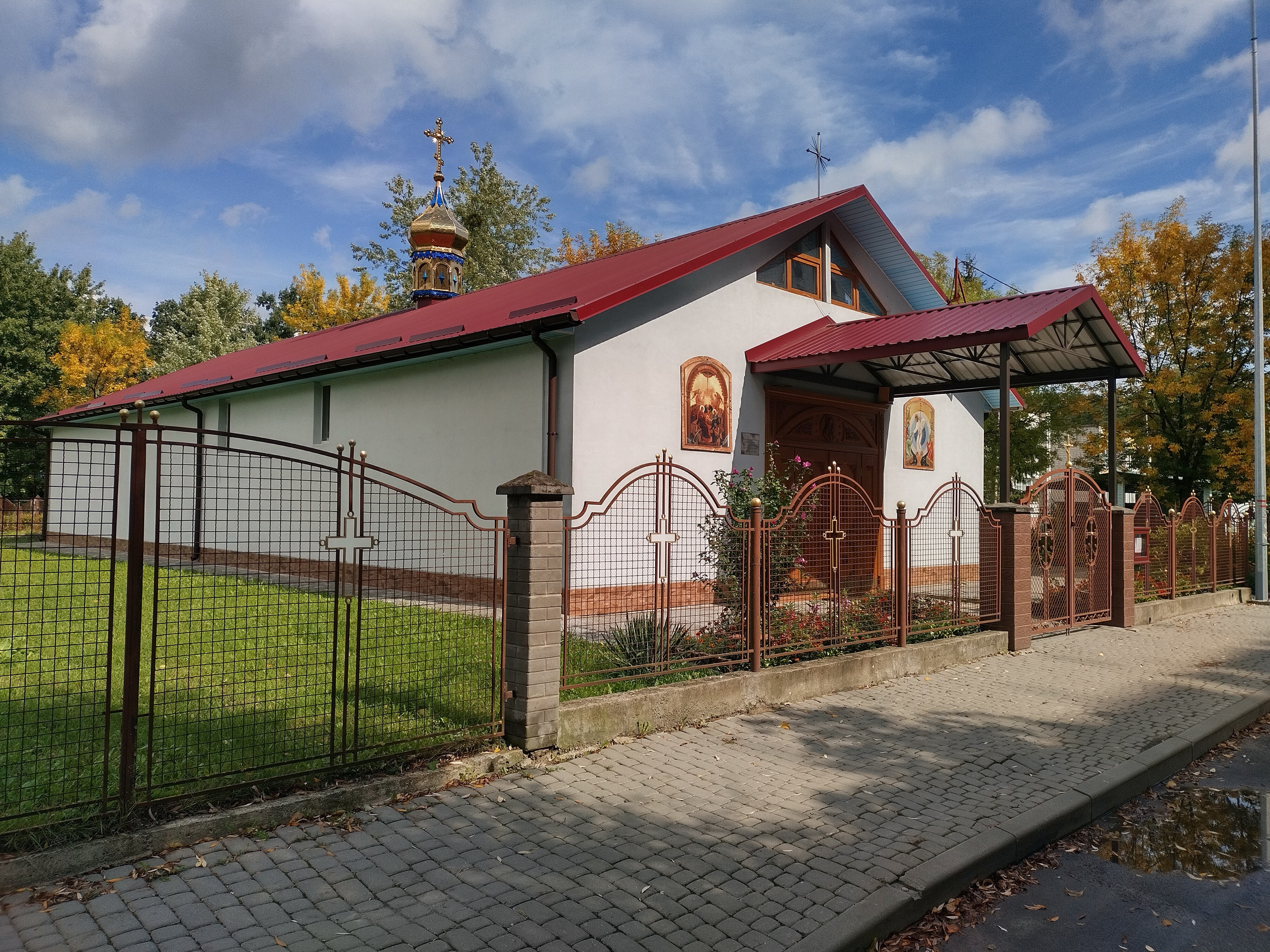
Церква Покрови Пресвятої Богородиці (Рясне-2)

#### Каплиці
- Капличка Пресвятої Богородиці (вул. Чикаленка). Відновлена у 2006 році.

### Пам'ятки архітектури
До пам'яток архітектури та містобудування слід віднести завод «Oikos», котрий, свого часу, був промисловою гордістю місцевості Баторівка, що в Рясній-Польській.
Корпуси заводу «Oikos» були збудовані на Баторівці за проєктом та безпосереднім керівництвом відомого львівського архітектора українського походження Михайла Маковича. У 1917 році новий завод, який займав площу близько 3000 м², розпочав свою роботу. Він входив до складу АТ «Oikos» разом з такими підприємствами як тартак в Сільці Беньковому (колишній Кам'янко-Бузький ЛПК), фабрика форнірів та клеєних плит у Пйотркуві, парова столярна фабрика на вул. Замарстинівській у Львові (у 1960-х—1990-х роках — цех № 1 меблевої фабрики «Карпати»; 2019 року будинок розібраний, на його місці у 2019—2020 роках зведена одна з багатоповерхівок житлового комплексу «Avalon Time»).
Товариство «Oikos» виробляло свою продукцію в основному для експорту до Бельгії, Швеції, Чехословаччини, Великої Британії, Голландії, Греції, Іспанії, Португалії, Італії і навіть до країн Малої Азії. Продукція підприємства постійно конкурувала з аналогічними виробами підприємств Швеції, Італії та Голландії. Товариство постійно скуповувало найближчі земельні ділянки, що прилягали до заводу і вже до 1929 року виробнича площа зросла втричі.
Від 1939 року завод спеціалізувався на виготовленні віконних рам, дверей, а також виробництві різних будівельних матеріалів для потреб Львівського акціонерного товариства пивоварів та Львівської залізниці.
Завод «Oikos» був обладнаний, як на той час, сучасним німецьким устаткуванням — двома лущильними верстатами «Raute», стрічковими сушарками «Schilde» та клеїльним гідравлічним пресом «Tofan» та спеціалізувався на виробництві клеєної фанери сухим гарячим способом. Продукція була якісною та екологічно чистою, оскільки для її виготовлення використовувалися казеїнові та альбумідні клеї.
У міжвоєнний період завод дав високооплачувану роботу багатьом мешканцям села, переважно полякам, які керували виробничим процесом, а українці виконували переважно чорну роботу.
Після подій «золотого вересня» 1939 року та приєднання західноукраїнських земель до складу радянської України завод «Oikos» був націоналізований та перейменований на фанерний.
Під час німецької окупації 1941—1944 років завод був частково зруйнований, а у вцілілих цехах, в умовах війни, налагодили виготовлення продукції військового призначення, а саме деталей до німецьких літаків.
У квітні 1942 року членами підпільної прорадянської організації «Народна гвардія ім. Івана Франка» було вчинено диверсію на фанерному заводі — підпал одного з цехів підприємства. Після підпалу завод частково припинив свою роботу і лише у серпні 1944 року завод запрацював на повну потужність. На той момент на підприємстві працювало лише 31 особа, з яких 13 осіб — адміністрація, 14 осіб — робочий персонал, 4 особи — обслуговчий персонал.
Станом на 1 січня 1945 року на чисельність працівників значно зросла і сягнула цифри — 123 особи, з яких 103 особи — робочий персонал. Виробнича потужність заводу сягнула 800 м² клеєної фанери на рік.
У 1947 році фанерний завод отримав нову назву — Львівський фанерно-меблевий комбінат, а від 1948 року. розпочалися роботи з реконструкції підприємства. За час реконструкції була побудована центральна котельня, трансформаторна підстанція, лісопильний та вжитковий цехи. І вже наступного року виробничі потужності підприємства значно зросли, а обсяги виготовленої продукції сягали 15000 м³ клеєної фанери та 5000 м² столярної плити на рік.
У 1951—1956 роках завод мав назву — Львівський фанерний завод Головфанерпрому СРСР. У цей час споруджено під'їзну колію до території комбінату.
У 1956—1963 роках завод мав назву — Львівський фанерний завод імені М. С. Хрущова.
Від липня 1957 року завод був підпорядкований Управлінню деревообробної та лісової промисловості Львівської ради народного господарства.
Постановою Львівської ради народного господарства № 301 від 7 серпня 1963 року Львівському фанерному заводу був переданий Брюховицький деревообробний комбінат імені С. О. Леваневського і таким чином завод отримав статус виробничого об'єднання. Основною продукцією заводу були фанерна та столярна плити, меблі, вироби широкого вжитку та сувеніри.
1 січня 1968 року підприємство переведене на нову систему господарювання, а наступного року цехи заводу переведені на господарський розрахунок.
У 1970-х роках збільшилася кількість цехів та дільниць комбінату, а також збільшився асортимент продукції, яка виготовлялася на підприємстві.
Початок 1990-х років позначений економічною кризою на фанерному заводі і виготовляють лише посилкові та тарові ящики й шатківниці.
У 1995 році працівники створюють ТзОВ «Львівфанпромторг», а за три роки товариство розділилося на п'ять дочірніх підприємств та у 2000 році і ці підприємства були на межі банкрутства.
Новим періодом в історії підприємства можна вважати розпочатим 5 червня 2000 року, коли підприємство, за підтримки меценатів, відновило свій повний робочий цикл. У 2001 році підприємство працювало у три зміни при загальній чисельності робочого персоналу — понад 300 осіб.
Нині фанерний завод має сучасне обладнання фінської фірми «Raute» — лінію обрізки та шліфування фанери, але використовується й досі радянський лущильний верстат ЛУ-17/4.

### Пам'ятки монументального мистецтва
- Пам'ятник блаженному Папі Івану Павлу II, встановлений біля храму Божого Милосердя, на вул. Брюховицькій, 119а, та освячений 11 квітня 2015 року, під час проведення відпустової Святої Меси в римо-католицькій парафії Божого Милосердя[44]. Ініціатором та фундатором встановлення пам'ятника став львів'янин Мєчислав Геллер[45]. Церемонію відкриття пам'ятника провели настоятель храму Божого Милосердя о. Віктор Пальчинські[46] та президент федерації польських організацій в Україні[pl] пані Емілія Хмельова[47].
- Пам'ятник «Вічна пам'ять борцям за вільну Україну», встановлений у 1999 році на місці трагічної загибелі вояків УПА — сотника Василя Панаса — «Сивого» та Івана Кухарчука — «Нетяги». Авторами пам'ятника є скульптори Володимир і Ярослав Лози та архітектор Я. Кушнір.
- Меморіал «Борцям за волю України» на вул. Брюховицькій.
- Пам'ятник польським воякам, що загинули у війнах 1914—1920 років, був встановлений 22 листопада 1932 року при сучасній вул. Брюховицькій. Автори пам'ятника — скульптор Броніслав Маріан Солтис та архітектор Вітольд Вінцент Равський. Нині пам'ятник потребує значної реставрації[48].
- Скульптура Івана Хрестителя.
- Фігура Покрови Пресвятої Богородиці, встановлена до 10-ї річниці проголошення Незалежності України осередком товариства «Просвіта» Рясного на розі вулиць Шевченка та Лушпинського. Автори монумента — скульптор Володимир Федорченко та архітектор Володимир Сколоздра[49].
- Пам'ятний знак на відзначення початку співробітництва заводу «Електрон» з японськими компаніями «Toshiba» та «Kanematsu-Gosho Ltd.»[50][51], був відкритий 30 травня 1988 року поблизу відомчої «електронівської» поліклініки[52].
- Пам'ятний знак «400 років Берестейській унії 1596—1996» поблизу перехрестя вул. Брюховицької та вул. Сотника Панаса.

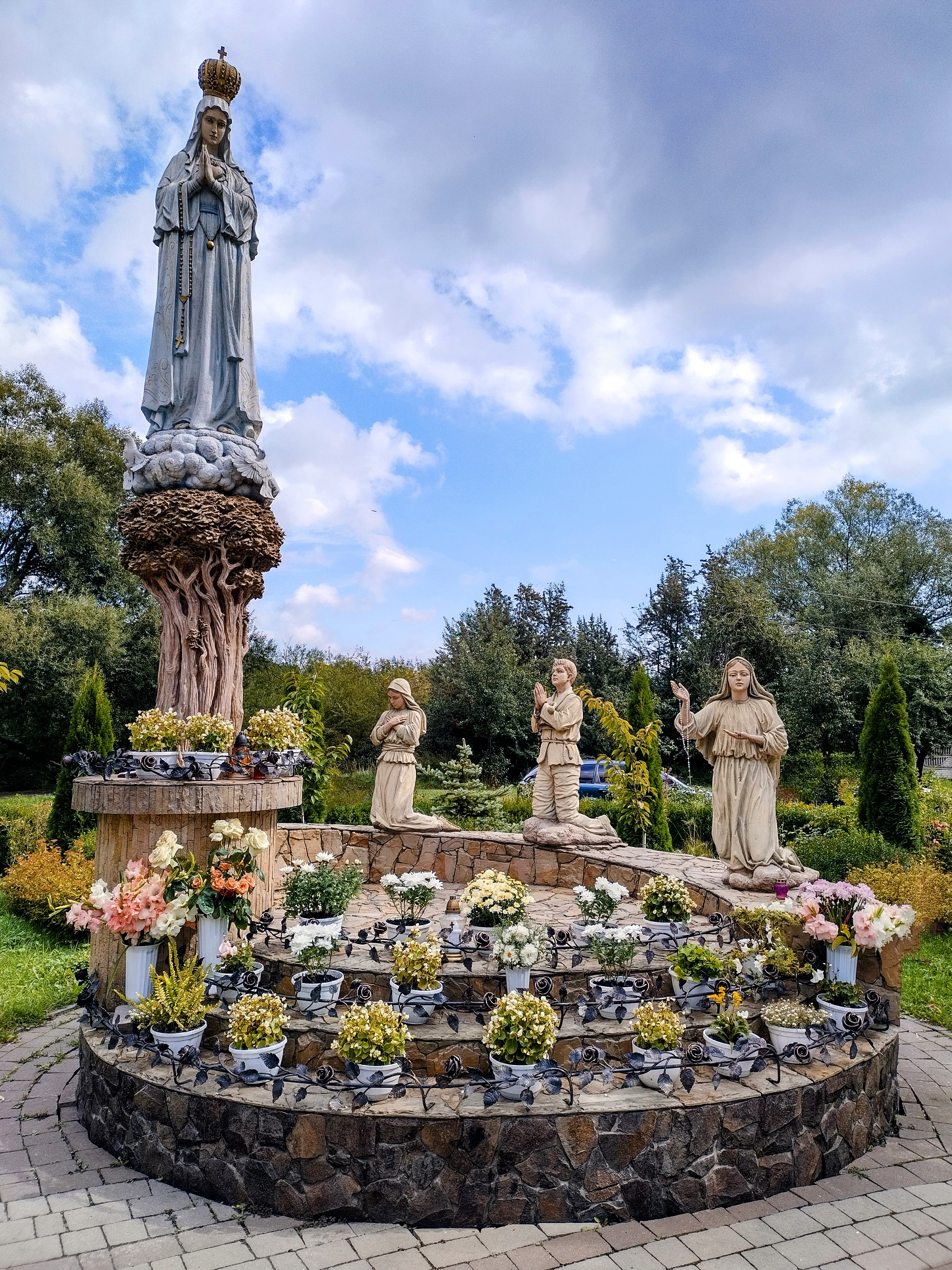
Меморіал Діви Марії
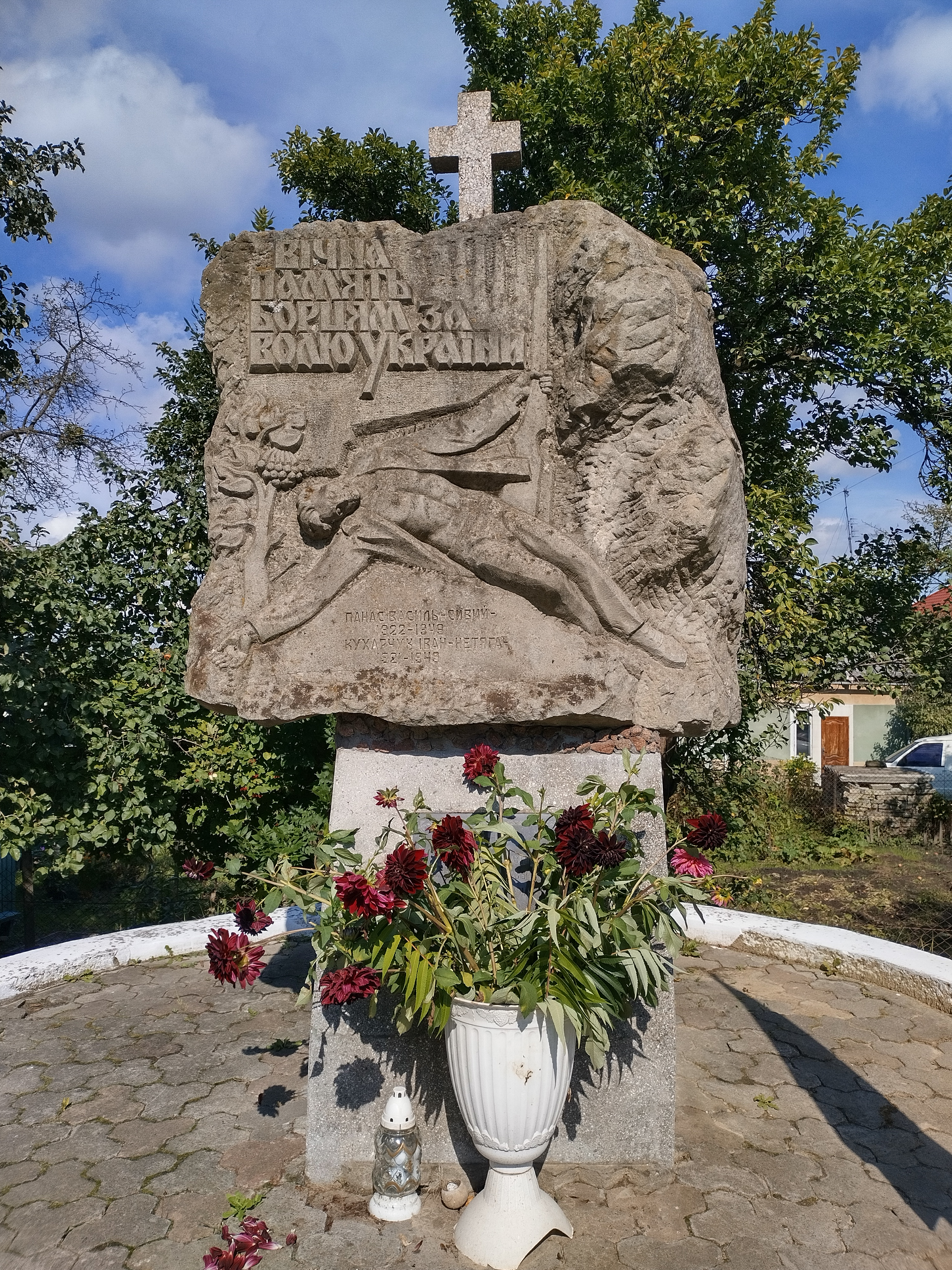
Пам'ятник «Борцям за волю України»
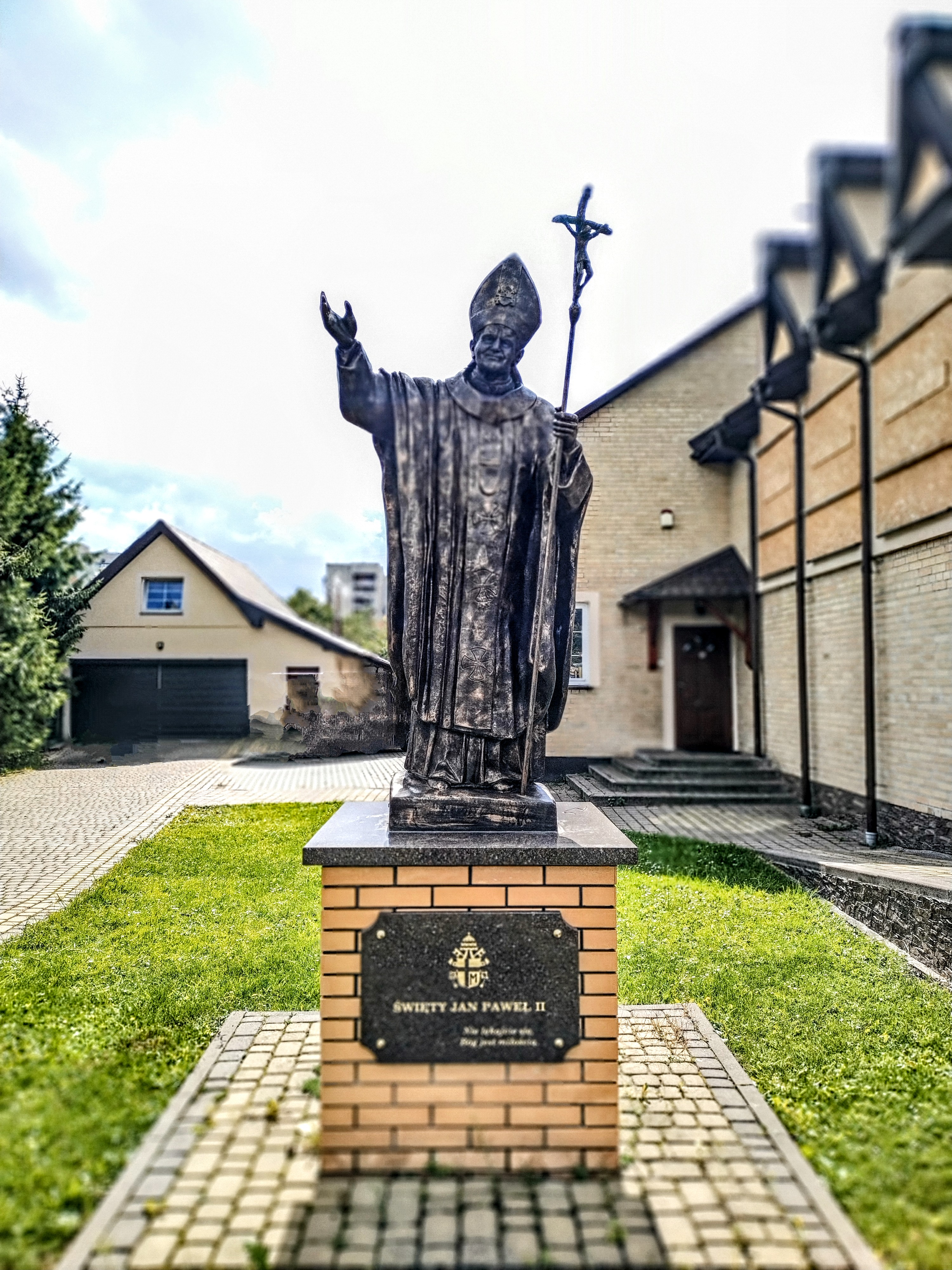
Пам'ятник Папі Римському Івану Павлу II біля Костелу Божого Милосердя
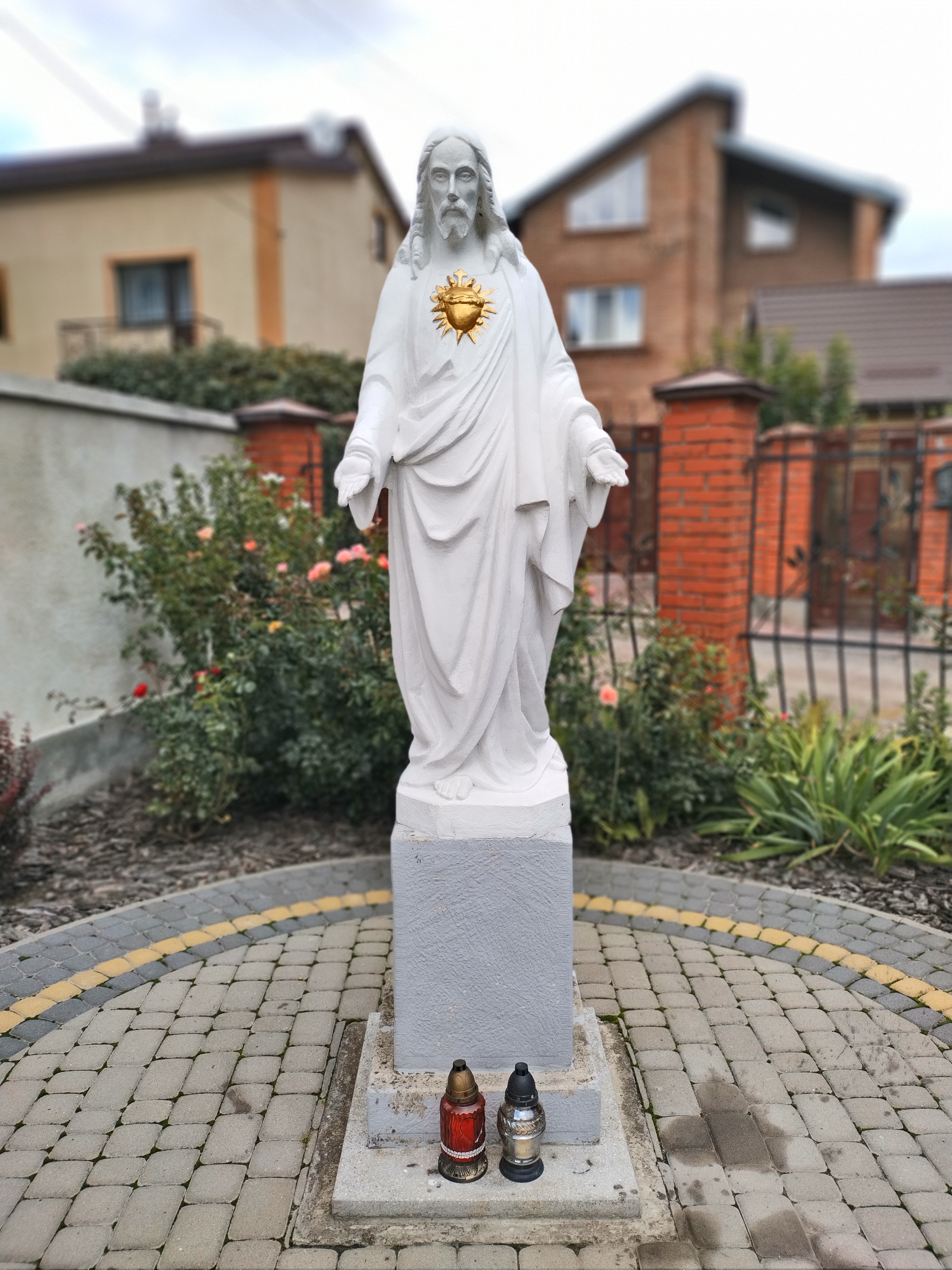
Скульптура Ісусу Христу біля Церкви Найсвятішого Серця Христового

## Інфраструктура
Мікрорайони Рясне-1 та Рясне-2 обслуговують ЛКП «Рясне-402» та «Рясне-403» відповідно, котельні тощо.
Негайною потребою мешканців вулиць старого Рясного є водогін та каналізація. Оскільки криниці катастрофічно міліють і невдовзі мешканці не будуть мати доступу до питної води.
Ще одним з недопрацьованих напрямів роботи міських служб є велоінфраструктура: наразі заплановане спорудження у Рясному-1 велодоріжку довжиною близько 800 метрів, але на сьогодні завершено її невеличку ділянку, а решта майбутньої доріжки відділено від дороги бордюром та «чекає» на своє заасфальтування. Хоча й встановлено велопарковки біля місцевого ЛКП «Рясне-402», супермаркету «Сільпо» та відділення однієї з мереж банків.
На обидва мікрорайони обслуговуються одним дільничим відділком поліції, що розташований на вул. Величковського, мають окремі відділення поштового зв'язку АТ «Укрпошта» та відділення «Ощадбанку».
У Рясному багато впорядкованих прибудинкових територій: є лавочки, пісочниці, турніки, столи. Їх, через недостатнє фінансування місцевого ЛКП «Рясне-402» та ЛКП «Рясне-403», власними силами облаштували мешканці навколишніх багатоповерхівок. Є декілька невеличких футбольних та баскетбольних майданчиків.
У червні 2018 року на громадські слухання львів'янам винесли детальний план території між вулицями Шевченка та професора Ковалика, який пропонує організувати центр громадського життя поблизу заводу «Концерн-Електрон». За проєктом, громадські об'єкти групуватимуться довкола церкви Пресвятої Трійці і вона лишатиметься композиційним центром. За планом, перша черга забудови розрахована на 3-7 років, а загалом йдеться про десятирічну перспективу. Передбачається формування трьох кварталів на цій території: житлового у східній частині, виробничого у південній частині та громадського в центрі. В південно-західній частині кварталу проєктують автостанцію для автобусних рейсів Яворівського напрямку, навпроти якої планують розмістити СТО та ринок. У північній частині кварталу перед церквою та спорткомплексом — сквер, що також буде обладнаний спортивною зоною. У південній частині заплановано будівництво автосалону та автозаправки. Також заплановано будівництво шумозахисного екрану по периметру станції «Клепарів», будівництво дитсадка на 50 місць, житлового комплексу «Галіція» та підземного паркінгу на його території, реконструкція вулиці Ковалика.

### Освітні заклади
Для наймолодших мешканців Рясного-1 споруджено ясла-сад та комунальний навчально-виховний комплекс школа-садок № 94 (нині — ліцей № 94 Львівської міської ради, вул. Брюховицька, 99), ДНЗ №  147 (вул. Шевченка, 380), а у Рясному-2 від 2009 року діє дошкільний навчальний заклад «Лісова казка» Львівської міської ради Львівської області (у 1990—2000 роках — дитячий садок № 184 для дітей працівників ПАТ «Львівсільмаш»; вул. Величковського, 12). До 2000 року також діяла школа естетичного виховання при дитячому садку «Веснянка», але через складну демографічну ситуацію заклад закрили. Нині це приміщення займає приватна пекарня, діагностичний центр «Медіс», родинний центр «Рясне» (цілий спектр різних занять від гімнастики, боксу, танців до малювання та англійської), а також «Спортленд» (танці, гімнастика для дітей і підлітків).
У Рясному-1 працюють ліцей № 38 ЛМР (вул. Порічкова, 4а), львівська СЗОШ № 92 (вул. Шевченка, 390), Львівське вище професійне училище транспортних технологій та сервісу Національного транспортного університету (вул. Ожинова, 5). У Рясному-2 — львівська СЗОШ № 100 (вул. Величковського, 58), а також ліцей № 94 Львівської міської ради (вул. Брюховицька, 99).

### Медицина
У будинку на вул. Шевченка, 350 від 20 жовтня 2020 року працює поліклінічне відділення комунального некомерційного підприємства «3-я міська клінічна лікарня м. Львова». Закінчення по реконструкції приміщень під створення поліклінічного відділення, що на вул. Шевченка, 350 заплановано було на травень 2021 року, проте роботи були завершені у жовтні 2020 року. Населення житлового масиву «Рясне-2» обслуговується амбулаторією сімейної медицини № 1, що на вул. Величковського, 30а, а населення житлового масиву «Рясне-2» амбулаторіями сімейної медицини № 4 (вул. Шевченка, 358б) та № 5 (вул. Шевченка, 366) комунального некомерційного підприємства «3-я міська клінічна лікарня м. Львова». Також у Рясному діють перша соціальна медична лабораторія «Ескулаб» та філія поліклінічного відділення «3-я міська клінічна лікарня м. Львова» (колишня відомча поліклініка ДП «Електрон»). Лабораторія «Ескулаб» 2013 року опинилася у списку фіналістів регіонального етапу Всеукраїнського конкурсу якості продукції (товарів, робіт, послуг) — «100 кращих товарів України», у номінації «Роботи або послуги, які виконуються або надаються у побутовій та виробничих сферах». Також в Рясному працює багато аптек.

### Торгівля
У Рясному функціюють два ринки та супермаркети мереж «Сільпо», «АТБ», «Рукавичка» та ін., по вул. Шевченка, 374, працює книгарня.

### Транспортне сполучення
Зупинний пункт «Рясне» пов'язаний гілками прямого залізничного сполучення з Равою-Руською та Львовом. На станції чотири рази на добу зупиняється електропотяг «Львів-Рава-Руська».
До 1995 року, за рахунок електропотягу «Львів — Рудно», станція «Рясна» мала сполучення з платформою «Рясне-2», але наприкінці 1990-х років, у зв'язку з нерентабельністю перевезень, цей невеличкий маршрут було скасовано. Його намагалися відновити на початку 2000-х років, але це обмежилося лише урочистим відкриттям станції і відповідно мав місце дешевий піар одного з кандидатів у депутати. Нині колією, що сполучає Рясну та Білогорщу, курсують лише товарні потяги.
Часто, щоб доїхати до головного залізничного вокзалу (пл. Двірцева) або ж до церкви Святої Анни (початок вул. Шевченка), мешканці Рясного їдуть автобусами міжміського сполучення, що курсують через мікрорайон у Яворівському напрямку. Розташування невеличкої автостанції № 4 на вул. Шевченка при Янівському цвинтарі, що також сприяє такому способу доїзду.
| 6а   | пл. Галицька — вул. Величковського (Рясне-2)                                   |
| 11   | пр. Червоної Калини — вул. Величковського (Рясне-2)                            |
| 47а  | пр. Червоної Калини — вул. Величковського (Рясне-2)                            |
| 49а  | Залізничний вокзал — вул. Величковського (Рясне-2)                             |
| 61   | с. Підрясне — с. Підбірці                                                      |
| 112  | вул. Татарбунарська — с. Вороців                                               |
| 125  | Приміський залізничний вокзал — с. Шкло                                        |
| 131  | ТРЦ «King Cross Leopolis» (с. Сокільники) — с. Рясне-Руське                    |
| 144  | с. Ясниська — с. Бірки — с-ще Брюховичі — вул. Брюховицька — пр-кт Чорновола   |
| 210  | Автостанція № 4 (вул. Шевченка) — с. Зелів                                     |
| 257  | Автостанція № 4 (вул. Шевченка) — с. Старичі                                   |
| 1001 | вул. Шевченка (Рясне-1) — с. Рясне-Руське — вул. Городоцька — вул. Суботівська |

На кінцевій автобусній зупинці при вул. Величковського не облаштовано жодних умов для відпочинку водіїв, які обслуговують маршрути № 6а, 11, 47а.
Багато років на магістральній трасі бракувало світлофорів. На пішохідних переходах щороку траплялось кілька ДТП, інколи з летальними наслідками. У 2009 році було встановлено перший світлофор поруч з перехрестям Шевченка—Ковалика, а восени 2014 року — поруч з зупинкою громадського транспорту «Електрон».
2 листопада 2018 року, виконавчий комітет Львівської міської ради затвердив ЛКП «Львівавтодор» містобудівні умови та обмеження на будівництво дороги від вул. Суботівської до мікрорайону Рясне. Згідно виданих містобудівних умов, ЛКП «Інститут просторового розвитку», спільно із компанією «Містопроєкт» розробили проєкт нової дороги. Вулиця з'єднає Левандівку і Рясне, а у перспективі стане частиною широкої магістралі. Розпочати її будівництво планують у 2021 році. Вартість нової дороги близько 300 мільйонів гривень, а разом із тунелем під залізничною колією — майже 800 мільйонів гривень.

## Громадське життя
Найвідомішою та найдавнішою громадською організацією, яка діє на теренах Рясного ще від кінця 1980-х років, є «Просвіта». У 1988 році в Рясному заснували локальний осередок Всеукраїнського товариства «Просвіта» імені Тараса Шевченка, а за сім років відновили сам осередок «Просвіти». Просвітяни встановили пам'ятний хрест «Борцям за волю України», ініціювали встановлення на вул. Ряснянській пам'ятника упівцям І. Кухаруку та В. Панасу, які загинули під час бою з підрозділом НКВС 9 квітня 1949 року. Пам'ятник урочисто відкрили 24 серпня 1999 року. За сприяння просвітян до 10-ї річниці проголошення Незалежності України на розі вулиць Шевченка та Лушпинського була встановлена фігура Покрови Пресвятої Богородиці.
В Рясному також діє громадське об'єднання «Самооборона», яка має тут потужний осередок, який проводить військово-патріотичні заходи, свята для дітей і цим підтримує свій авторитет в районі на високому рівні. Силами місцевої «Самооборони» закрили питання освітлення однієї з небезпечних ділянок пішохідного шляху з Рясного-1 в Рясне-2. Разом з активістами «Самооборони» рясненці проводять збір необхідного матеріального забезпечення для вояків АТО у власному центрі.
Слід відзначити діяльність молодіжних організацій, зокрема, декілька акцій Студентського Братства — толока, теренові ігри в лісі поблизу Рясного-2, конкурс дитячого малюнка на асфальті, присвячений Всесвітньому дню захисту дітей, вертеп.

## Культурні заходи
Колись до Рясного у рамках передвиборчої програми одного з кандидатів в депутати львівської міської ради приїздив гурт «Соколи», а у рамках передвиборчої програми іншого кандидата у народні депутати — гурт «Плач Єремії».
Територія, яку нині займає супермаркет «Сільпо», колись слугувала майданчиком для тимчасових зоопарків, пересувних атракціонів «Луна-парк», а до 2000 року на новорічні та різдвяні свята тут встановлювали головну ялинку мікрорайону. У 2015 році традицію встановлення головної ялинки Рясного відновлено.
Влітку в Рясне-2 відбулося два кінопокази просто неба: від організаторів фестивалю «Rover Films» в Рясному-2 і у філії № 31 централізованої бібліотечної системи для дорослих, яка є єдиною публічною бібліотекою для дорослих у мікрорайонах Рясне-1 та Рясне-2 і була заснована ще 1956 року, і зараз це один з осередків світського культурного життя мікрорайону, тут відбуваються різні заходи: майстер-класи, дитячі вертепи тощо.

## Спорт
У Рясному є своя головна спортивна арена — стадіон середньої школи № 92, де є баскетбольний майданчик, футбольне поле та турніки, а в приміщенні школи працюють тренажерний зал і басейн.
14—17 липня 2017 року Львівщина приймала чемпіонат України зі спортивного орієнтування на велосипедах. Велотраси пролягли в межах Брюховичів та Рясного-2. Участь у змаганнях узяли спортсмени з Києва, Харкова, Чернівців, Івано-Франківська та Львівщини.
У 2020 році зданий в експлуатацію спортивний майданчик, що складається з футбольного та баскетбольного полів, доріжки для стрибків у довжину та декількох перекладин, що розташований за СЗОШ № 100. Того року розпочалося будівництво великого спортивного майданчика на вул. Величковського, 18, що також матиме: футбольне та баскетбольне поля.

## Відомі люди

### Релігія
- Олексій Зарицький — священик Української Греко-Католицької Церкви. Душпастирював у селах: Рясна-Руська і Рясна-Польська. 27 червня 2001 року зарахований папою Іваном Павлом II до лику блаженних[80].

### Учасники визвольних змагань
- Панас Василь (1922 — 9 квітня 1949) — сотник УПА (псевдо «Сивий»), двічі нагороджений Срібним Хрестом бойової заслуги УПА 2-го класу; Срібним Хрестом бойової заслуги УПА 1 класу (посмертно)[81]. Загинув у бою з підрозділом НКВС в с. Рясне Брюховицького району (тепер вул. Ряснянська у Львові). На честь «Сивого» названо вулицю у львівському мікрорайоні Рясне-1 — вул. Сотника Панаса[82].
- Іван Кухарчук (1921 — 9 квітня 1949) — вояк УПА (псевдо «Нетяга»), загинув разом з сотником В. Панасом в бою з підрозділом НКВС в с. Рясне Брюховицького району (тепер вул. Ряснянська у Львові).